# Lophozia subinflata
Lophozia subinflata là một loài rêu tản trong họ Jungermanniaceae. Loài này được (Spruce) R.M. Schust. miêu tả khoa học lần đầu tiên năm 1966.